# One Piece Puzzle
One Piece Puzzle (OPP), riječki interventno-glazbeni sastav.
Sastav je formiran 2001. godine.
Bend koristi matrice sa semplovima koje idu na mini disk i koje puštaju dok sviraju. Smatraju ih sastavnim dijelom glazbe i jedan član benda, Uglješa, ima samo zadatak da pušta matrice.
U koncertnoj promociji za koncert u OKC Palach 2018. stajalo je: "One piece puzzle su industro pop-atrakcija, provokativno sexy formacija, agresivno-opscesni kvartet, umjetničko interventa postrojba, bend za rođenja i sprovode, bend za vjenčanja i rastave i još štošta toga. Nakon podužeg izbivanja vraćaju se i udaraju tamo gdje treba, ravno u glavu!".

## Povijest
2002. godine objavljen CD "Evil Yoga" za nezavisnu diskografsku kuću "Izdali smo metal" (etiketa riječkog benda "Po' Metra Crijeva", koji je osnovan kao projekt bandova One Piece Puzzle i Hesus Attor) uglavnom su prodavali na koncertima.
2003. stvorili su i malo poznati album "Blitz Blub". Kompletno je napravljen na računalu i "može se opisati kao izlet u svijet improvizacije na sintetičkim i elektroničkim instrumentima", prema članu benda Jasenu. Na albumu su radili Hrvoje koji je svirao klavijature i Jasen koji je odradio dio na računalu. Prema njihovim riječima bili su "pod utjecajem" dok su stvarali taj album. Dijelove tog albuma koriste kao semplove za nastupe uživo.
Nekad prije 2005. uveli su video zid u koncerte. Za to su uzeli novog člana benda, Kristijana, koji je zadužen za video zid i video projekcije tijekom koncerata.
Do 2005. svirali su tri puta u Kopru u MKC-Marko Brecelj. Jedan od tih nastupa bio je s kultnom brazilskom Hard Core grupom "Ratos de Porao".
2006. su se s nekoliko skladbi pojavili na kompilacijskom izdanju "Strašni Riječani" u nakladi "Dallas Recordsa".
2007. su uradili zajednički album s Francijem Blaškovićem (Gori Ussi Winnetou) - "Sirimmirissjeneboje eli Patetika postoperatorija" koji ujedno slovi i za njihov nulti album.

Za prvi singl s albuma prvijenca "13 zlatnih hitova" - "Derem! Rokam! Guzim!" snimili su video uradak koji se radi "kontroverznog teksta" neko vrijeme nije vrtio na hrvatskim televizijskim postajama, da bi nakon prekida cenzure pjesma osvanula na prvom mjestu glazbene top ljestvice na HRT-u.
"Drugi" album iz 2011. je zapravo dupli album (CD+DVD). Nije bio u službenoj prodaji, već se dijelio uz kupljenu ulaznicu za OPP-ove koncerte. Sadrži remikseve s debitantskog albuma (iz 2009.) i novu skladbu "Da! Da! Da!" koja je skladana za potrebe predstave "Dolina ruža"  u produkciji dramskog kazališta Gavella. DVD uključuje video sadržaj sa svim do tada realiziranim video spotovima grupe. Remix su odradili tzv. Inženjeri zvuka: Nevio Rugaš, Midi Lidi, Basheskia & Edward EQ, Adam Semijalac, Josip Maršić, Zoran Medved, Matej Zec, Pavle aka Pablo, Flathill Airlines, Izae, DJ Odium i Kristijan Vučković.
Za treći album, bend kaže da "album se sastoji od 10 pjesama koje zvukovno variraju od industrial metala do „sladunjavih rugalica za bradate muškarce“". Naziv albuma, III, predstavlja poseban broj: "3. album, 3. postava i 3. hrvatski ustanak".

## Članovi
- Ratka Rural – pjevačica, na Menartovim stranicama opisana kao "alternativno-operna diva"[2]
- Ana Balkana a.k.a. Maca Šefica – pjevačica, zamijenila R. Rural
- Jasen (Armageljon Espaljon) – gitara
- Bartol – bas gitara
- gospodin T – bubanj
- Hrvoje Karabajić – pjevač (prijašnji član riječke skupine "Grad" u kojoj je svirao klavijature[3])
- Tomo – bubanj
- Luka – bas gitara
- Uglješa – semplovi
- Kristijan Vučković – video projekcije

## Diskografija

### Studijski albumi
- Evil Yoga (2002., "Izdali smo metal")[2][3]
- Blitz Blub (2003.)[3][2]
- Sirimmirissjeneboje eli Patetika postoperatorija (2007.) - OPP & Franci Blašković
- 13 Zlatnih Hitova (2009., Menart)
- Obiteljska Simfonija (2011., Menart), remix prethodnog albuma uz "Da! Da! Da!" koja je jedina nova pjesma na albumu
- III (2017., besplatni download)[1]